# Pomarkku
Pomarkku este o comună din Finlanda.